# Chiropotes satanas
Il chiropote satanasso (Chiropotes satanas Hoffmannsegg, 1807) è un primate platirrino della famiglia dei Pitecidi.

## Distribuzione
Vive nell'area costiera del Brasile ad est del Rio Tocantins. Predilige le aree di foresta pluviale primaria.

## Descrizione

### Dimensioni
Misura circa un metro di lunghezza, per un peso che raggiunge i tre chili e mezzo.

### Descrizione

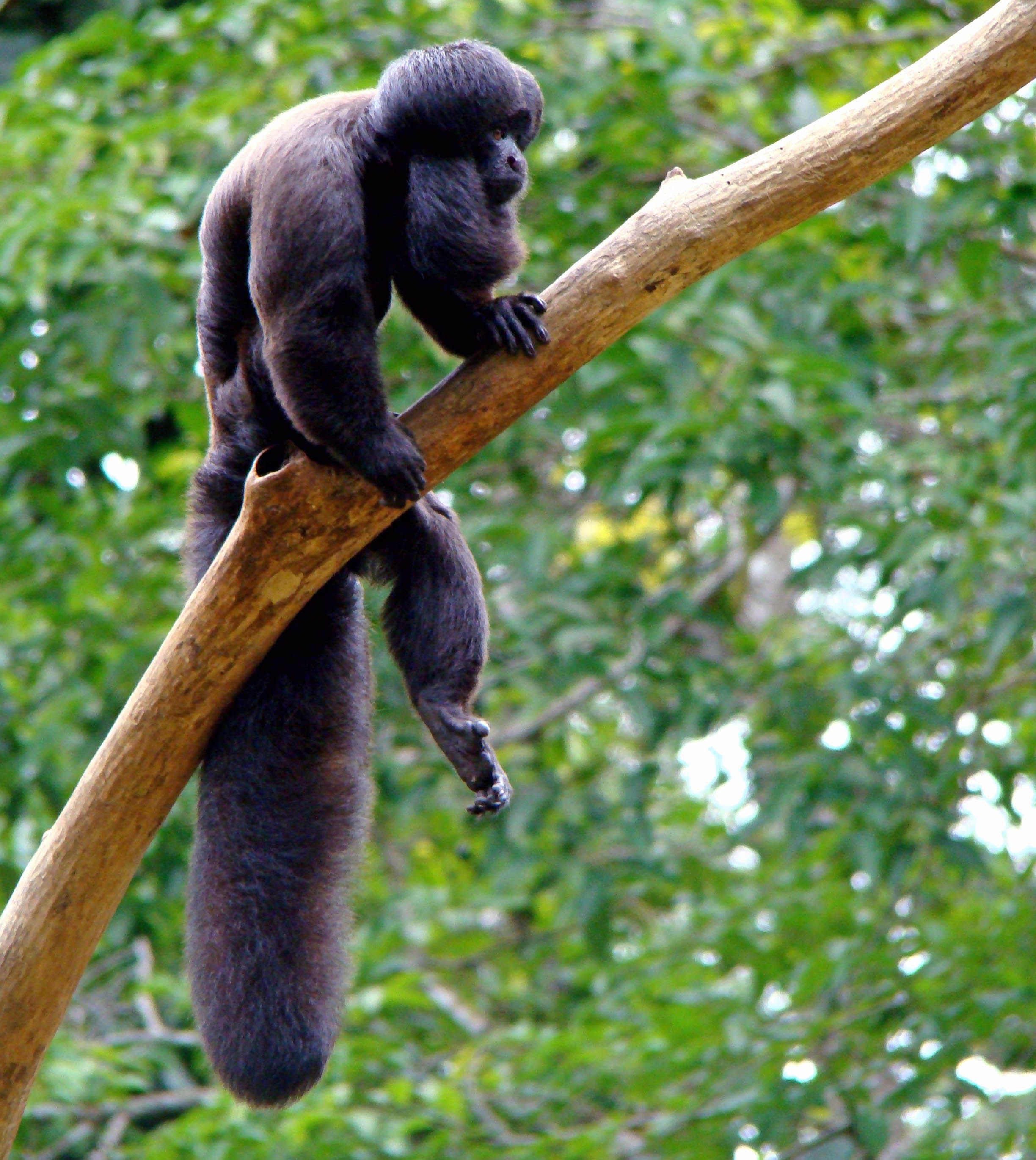
Chiropotes satanas

Il pelo è cotonato e nero: sulle tempie il pelo forma delle semisfere, mentre sulla mandibola cresce una lunga barba riccioluta. Sul dorso il pelo può assumere sfumature brunastre, ma generalmente è nero, così come le parti nude del corpo (muso, mani), a differenza di Chiropotes albinasus. I genitali esterni sono rosati in ambedue i sessi.

Le zampe posteriori sono leggermente più lunghe di quelle anteriori ed inoltre presentano tarso modificato e mani che deviano leggermente verso l'esterno, ma questo non impedisce agli animali un'andatura prevalentemente quadrupede, sia sugli alberi che a terra.

La coda è lunga quanto il corpo, a forma di manganello e totalmente ricoperta di pelo. Per i primi due mesi di vita, la coda è prensile e viene utilizzata dal cucciolo per aggrapparsi saldamente al ventre materno, mentre dopo il secondo mese perde la sua prensilità.

### Dimorfismo sessuale
I maschi hanno dimensioni maggiori e barba più lunga rispetto alle femmine.

## Biologia
Si tratta di animali diurni ed arboricoli: vivono in gruppi di 10-40 individui, che durante la ricerca del cibo si suddividono tuttavia in sottogruppi di pochi esemplari, generalmente una coppia coi propri cuccioli. Ogni gruppo si muove di circa tre chilometri al giorno nell'ambito di un territorio di circa 175 ettari: durante la ricerca del cibo, i vari gruppi si muovono assai velocemente, tanto che spesso i ritardatari, singoli o a gruppetti, perdono i contatti col gruppo principale per giorni o settimane. Rimasti soli, non è raro che questi esemplari si aggreghino a gruppi di scimmie ragno o cebi fin quando non ritrovano il gruppo principale, il quale spesso fa comunella con le scimmie scoiattolo ed i sopracitati cebi, senza che tuttavia possa essere individuato un valido motivo per tale aggregazione. Durante la notte, il gruppo si sofferma su un albero, ogni notte differente, dove i vari esemplari dormono saldamente aggrappati ai rami.
Un interessante comportamento di questa specie è la tendenza dei vari esemplari ad accalcarsi od abbracciarsi fra loro in caso di pericolo o di difesa del cibo e del partner: questi episodi, che coinvolgono unicamente maschi oppure i due sessi (mai sole femmine), sono accompagnati dall'emissione continua di vocalizzazioni d'allarme.

### Alimentazione
Come tutti i Pitecidi, questi animali sono specializzati nel nutrirsi di semi e frutta non ancora del tutto matura, in particolare prediligono frutti dalla buccia spessa e dura: si nutrono di una cinquantina di frutti differenti, ma pare prediligano quelli di piante della famiglia delle Lecythidaceae. Per aver ragione dei duri involucri del loro nutrimento, questi animali hanno sviluppato una muscolatura della mandibola estremamente forte e dei canini lunghi quanto gli incisivi, coi quali fare leva nell'involucro.
Per aprire i frutti e nutrirsi del contenuto, l'animale morde la sommità del frutto nei pressi del picciolo, scavando un'incisione circolare e staccando la calotta del frutto in modo tale da poterne raggiungere la polpa ed i semi. I chiropoti completano inoltre la loro dieta con fiori, foglie ed insetti.

### Riproduzione
La stagione riproduttiva va da luglio a settembre: in questo periodo, quando le femmine vanno in estro, la loro vulva diventa di colore rosso brillante e le code vengono portate erette, sicché i maschi possano verificare lo stato della femmina.
La gestazione dura cinque mesi, al termine dei quali viene dato alla luce un unico cucciolo, che viene svezzato e diviene indipendente verso i tre mesi d'età, pur restando con la madre per alcuni altri mesi. Il padre generalmente non partecipa alle cure parentali, ma qualora senta i richiami del cucciolo lasciato solo non esita ad accudirlo fino al ritorno della madre.
In cattività, questi animali vivono oltre vent'anni.